# Алкогольні традиції
Алкого́льні тради́ції — традиції, ритуали, що пов'язані зі вживанням алкогольних напоїв, як правило, у малих неформальних групах, компаніях; культура вживання алкоголю у даному соціокультурному середовищі, алкогольний фольклор: тости, застільні пісні та таке інше.
Такі традиції існують щодо багатьох аспектів даного питання — як безпосередньо самого процесу вживання, так і підготовки до нього, а також періоду, який слідує у часі за цим процесом.

## Дослідження феномену пиятики
У просторіччі часто зібрання, зустріч неформальної групи, пов'язану зі вживанням алкогольних напоїв, називають пиятикою. Досить загальне дослідження цього явища виконав у своїй праці «Антропологія щоденності» польський дослідник Рох Сулима. Він поділив такі зустрічі на декілька різновидів:

### Пиятика випадкова
Така пиятика, що зазвичай має формалізований характер, супроводжує зустріч з приводу свят, уродин, шлюбу тощо. Зазвичай у такого типу формальних пиятиках учасники творять ієрархізовану цільову групу.

### Неформальна пиятика
Такі заходи трапляються випадково серед знайомих («горілчаних братів»), у яких існує певна єдність (пол. wspólnotowość), наприклад пиятика по роботі, по студіях, зустрічі на вечірках тощо.

### Пиятика звичаєво-обрядова
Ці заходи супроводжують певні ритуали, обряди, звичаї, часто пов'язуються з ритуалами переходу як викупне, весілля, пиятики з нагоди виплати, обмивання екзамену, машини, народин дитини. Пиятики, пов'язані з ритуалами переходу, як окреслює Р. Сулима іменем пиятик відкриваючих.

### Пиятики на зустрічах
Незаплановані пиятики, що найчастіше зустрічаються у тих самих громадських місцях, найчастіше поза інституціями, що служать цій меті, як бари чи ресторани. П'янки такого типу відзначає територіалізм — групи зустрічальників, зазвичай кількаособові, зустрічаються у спеціально відведених місцях, наприклад, під магазином, «у брамі», де може панувати відносна інтимність пиятики. Такого типу п'янки можуть мати місце також з нагоди футбольного матчу.

### Випивання в дорозі («одіссея алкогольна»)
Пиятики, що трапляються у транспортних засобах, переважно у потягах, але також на відпочинку, у туристичній дорозі чи на наукових конференціях. Їх відзначає брак зв'язку із якимось сталим місцем, як це є у випадку із випиваннями на зустрічах.

### Пиятики екзистенційні («запій»)
Запій, це стан людини, який визначається тривалим (більше доби) вживанням алкогольних напоїв та супроводжується сильним алкогольним отруєнням.
Такий тип пиття — в тому числі, метафоричне охоплення таких, де особа п'є сама із собою, «до дзеркала».

## Твори мистецтва з показом алкогольних традицій
- «За двома зайцями»
- Єрофєєв Венедикт Васильович, «Москва-Пєтушки» (рос. Москва - Петушки).
- Антон Чехов, «Женитьба»
- «Іронія долі, або З легкою парою!»
- «Одного разу під Полтавою»
- «Свати»